# Gabor Szilasi
Vous lisez un « bon article » labellisé en 2012.
Gabor Szilasi, né Gábor Szilási le 3 février 1928 à Budapest, est un photographe canadien d'origine hongroise. Son œuvre produite au fil des années explore un portrait d'ensemble du peuple québécois,,. Selon plusieurs historiens de l'art, l'œuvre de Szilasi peut être considérée comme une contribution majeure à la photographie québécoise,. Le portrait est au cœur du travail photographique de Szilasi puisque les gens et leur vie l'intéressent profondément.

## Biographie

### Années de jeunesse
Gabor Szilasi est le fils aîné de Sándor Szilási et d'Erzsébet Benedek, une famille juive bourgeoise. Sa mère périt dans un camp de concentration nazi en 1944. Sa sœur et son frère meurent de maladie. De 1946 à 1949, il poursuit des études en médecine à l'université de Budapest mais il ne peut les terminer. En octobre 1949, il tente de fuir la Hongrie en passant à l'ouest par la Tchécoslovaquie, mais il est arrêté et ramené de force au pays où il passe 5 mois à la prison de Szombathely. Lorsqu'il est libéré, il revient vivre à Budapest où il travaille comme ouvrier dans la construction du métro,.
En 1952, il achète son premier appareil photo, un Zorki, et commence à faire de la photo. Il développe ses négatifs dans la salle de bain de l'appartement familial. Peu à peu, à force d'essais et erreurs, il fait des épreuves rudimentaires et acquiert un début de connaissance en photographie. Dans ses photos, il s'inspire des revues d'actualité telles que Paris Match, Life et Vogue. Il va aussi à quelques expositions de photographes amateurs.
En 1956, il étudie la langue française à l'Alliance française. En novembre 1956, il prend de nombreuses photos du soulèvement populaire hongrois. Le 30 novembre, il réussit à fuir la Hongrie par la frontière autrichienne. Il se rend alors à Vienne, où son père, en fuite également, le rejoint. Ils font une demande d'immigration auprès de la Suède et du Canada. La réponse du Canada arrive rapidement et elle est positive.

### Immigration au Canada
En janvier 1958, en Italie, Gabor Szilasi et son père embarquent sur un navire en partance pour le Canada. Ils arrivent à Halifax le 12 février 1958. Gabor est malade et les médecins lui apprennent qu'il souffre d'une tuberculose,. Il est soigné à Halifax, puis à Québec après que son père eut obtenu un emploi au ministère des Terres et forêts du gouvernement du Québec,. Pendant son hospitalisation, il étudie la langue française. En avril 1958, il obtient son congé de l'hôpital et se trouve un emploi. Il rencontre d'autres photographes amateurs de la ville de Québec qui l'encouragent dans sa démarche en photographie. L'un d'eux possède une chambre noire et l'aide à améliorer ses techniques. En août 1958, Szilasi gagne le premier prix d'un concours et, avec la bourse, il s'achète une Leica M3. En plus, avec ses économies, il se procure un agrandisseur Leitz Valoy avec un objectif Focotar.

### Montréalais d'adoption

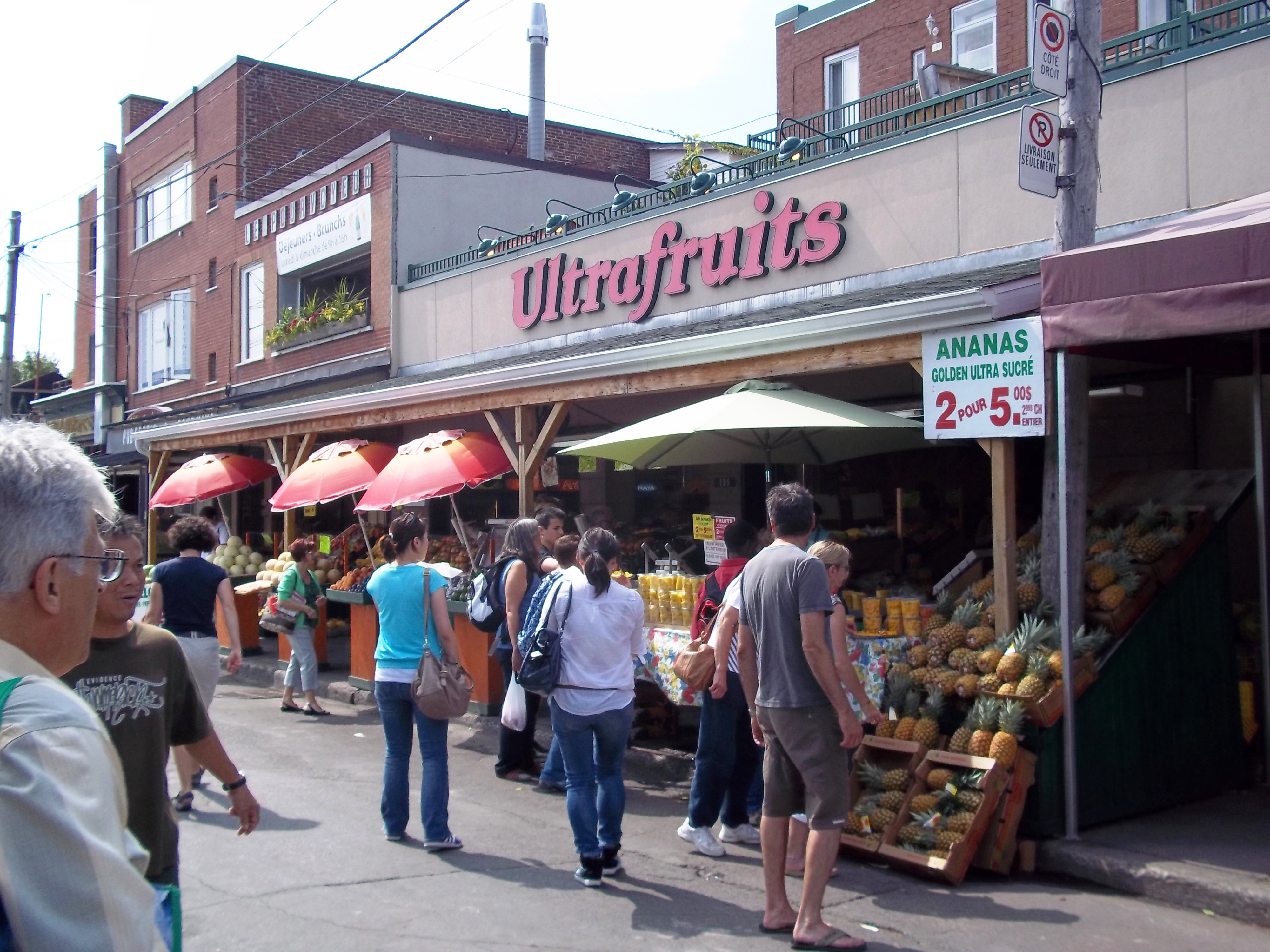
Le marché Jean-Talon, lieu fort apprécié des Szilasi-Lindsay.

En janvier 1959, Szilasi s'installe à Montréal où il travaille comme technicien de chambre noire. Quelques mois plus tard, un emploi comme photographe s'offre à lui au Service de Cinéphoto du Québec,, emploi qu'il va occuper jusqu'en 1971. Les reportages au Service de Cinéphoto lui permettent de visiter plusieurs régions du Québec et de perfectionner sa technique photographique. Le soir, il étudie la langue anglaise et suit un cours de photo à la School of Modern Photography de Montréal. En 1961, il se lie d'amitié avec les artistes Doreen Lindsay et Sam Tata. Lindsay et Szilasi se marient le 1er septembre 1962. Szilasi obtient la citoyenneté canadienne en 1964, la même année qu'il est papa d'une petite fille Andrea avec son épouse Doreen Lindsay.

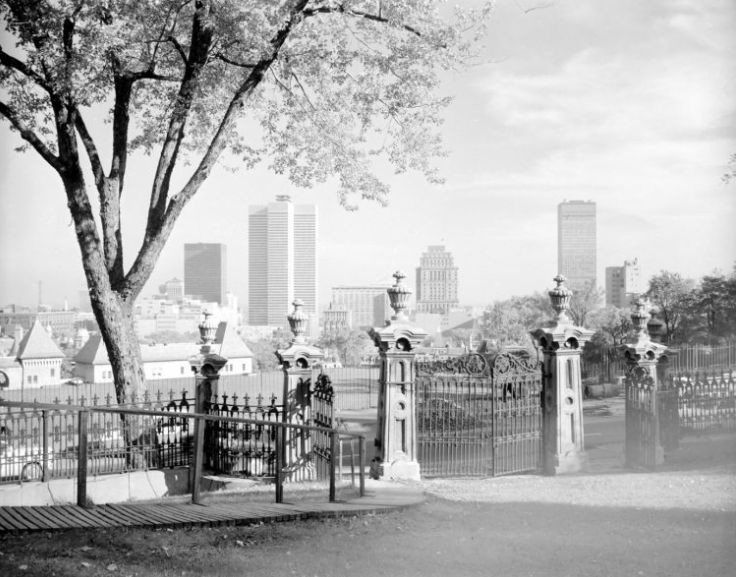
Ravenscrag Gates, 835-1025, Pine Avenue West, Montreal, Quebec, Canada, Gabor Szilasi (Office du film du Québec), 1963

Dans les années 1960, il fait le tour des musées et des galeries à Montréal afin d'obtenir des contrats pour photographier les œuvres picturales d'artistes. Il réalise des petits contrats, comme des cérémonies de mariage et des photos de mode. Il commence également à photographier des vernissages de peintres québécois. Il photographie pour le compte de l'Office du film du Québec (OFQ) les chantiers en construction de l'Exposition universelle de 1967. À l'occasion du dixième anniversaire du soulèvement populaire hongrois de 1956, quelques-unes de ses photos sont diffusées au téléjournal en soirée de Radio-Canada. Fin des années 1960, il participe à ses premières expositions collectives avec d'autres photographes. Le service de la photographie de l'Office national du film du Canada (ONF) lui achète vingt et un négatifs pris entre 1960 et 1966 et trois épreuves tirées de ses négatifs. C'est la première acquisition institutionnelle de ses œuvres.

### Québec rural des années 1970
Ses premières expositions individuelles ont lieu un peu plus tard en 1970 et 1971 à Montréal, Toronto et Chicago. À l'automne 1970, il fait un voyage dans Charlevoix en entamant  une étude photographique sur les gens des villages de l'Isle-aux-Coudres,. En 1971, il poursuit le même projet personnel mais dans les villages de la Beauce, puis dans Lotbinière. Sa méthode de travail consiste généralement à rencontrer des gens par hasard. Le plus souvent il s'agit du propriétaire de l'hôtel ou du gîte qui l'héberge, et ce dernier lui présente quelques personnes de la localité qui, à leur tour, le présentent à d'autres et ainsi de suite.
Il enseigne la photographie au Cégep du Vieux Montréal de 1971 à 1980, puis effectue plusieurs voyages à travers le Québec. Pendant les années 1975-1978, Szilasi prend des milliers de photos de villages et de petites villes en région. Ses projets photographiques d'allure très modestes au début se transforment en document social sur les gens et leur environnement immédiat. Entre les différentes régions, l'œil du photographe juif immigrant découvre des continuités mais aussi des nuances et des différences entre Québécois. Dans les années 1976 à 1979, Szilasi se concentre sur des villages nordiques : séjours à Chibougamau et chez les Cris de Mistissini, à Rouyn-Noranda et Val-d'Or.

### Années d'enseignement

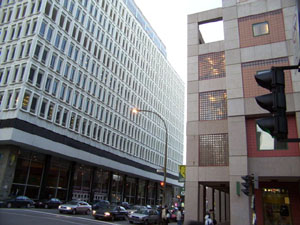
L'université Concordia, son hall et sa bibliothèque centrale.

De 1979 à 1995, Szilasi est professeur au département de photographie de l'université Concordia à Montréal. La tâche est exigeante et Szilasi réalise à regret qu'il doit cesser ses voyages fréquents dans les régions rurales. Il se consacre alors à arpenter avec sa caméra les différents quartiers de Montréal. Il se procure un appareil Kodak Banquet, et il commence une série de panoramas de Montréal. Sa connaissance de la ville lui permet de choisir quinze lieux qu'il photographie à de nombreuses reprises sous des éclairages différents. Il devient ami avec le photographe Randy Levenson qui vit à New York. Une importante correspondance s'établit entre les deux artistes. Szilasi travaille sur l'évolution de l'architecture montréalaise, prenant notamment 150 photos de commerces de la rue Sainte-Catherine,. Dans le passé, il a déjà photographié des petits bouts de la rue Sainte-Catherine en employant un appareil 35 mm mais progressivement, pour son projet, il fait la Sainte-Catherine sur toute sa longueur de Westmount à Hochelaga-Maisonneuve. Dans ses photos, l'architecture urbaine sert de décor, d'arrière-plan aux drames humains des villes.

### Premier retour en Hongrie
Vingt-quatre ans après avoir fui son pays d'origine, Szilasi y retourne pour une première fois en 1980. Il photographie Budapest, ses rues, ses parcs et ses gens. Il entreprend aussi de nouveaux tirages de photos prises entre 1952 et 1956, du moins les quelques négatifs qu'il a conservés depuis.
« Fin de l'automne 1980… Je quitte Montréal pour Budapest avec un mélange de curiosité et de nostalgie… En descendant de l'avion, je rencontre mon ami Frici et nous reprenons une conversation interrompue par les évènements de 1956… Nous la poursuivons dans la magnifique salle de concert d'Art Nouveau de la Zeneakadémia (l'Académie de musique)… L'entracte a duré un quart de siècle. »
— Gabor Szilasi
Il semble, selon l'historien David Harris, que les raisons de ce premier retour en Hongrie soient de nature personnelle pour Szilasi. Pendant ce voyage, Szilasi visite les lieux importants de son passé et renoue avec des amis de jeunesse.

### Séjour en Europe
En 1986, Szilasi obtient un congé sabbatique de l'université Concordia. Accompagné de son épouse Doreen Lindsay et de leur fille Andréa Szilasi, il visite l'Italie et la France où il donne un cours à l'École nationale supérieure de la photographie à Arles. Pendant son séjour en Europe, il retourne seul en Hongrie pour faire des photos. De janvier à avril 1990, il enseigne à l'Académie des beaux-arts de Cracovie en Pologne et en profiter pour photographier différentes localités polonaises.

### De retour à Montréal

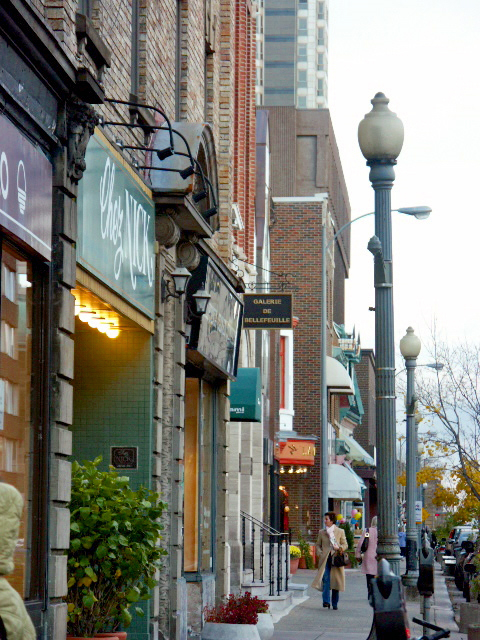
L'avenue Greene, une des principales rues commerciales de Westmount.

À l'automne 1990, Szilasi réintègre son poste d'enseignant à l'université Concordia et participe au groupe d'artistes chargés de commenter la construction du nouveau musée canadien de la photographie contemporaine à Ottawa. D'octobre 1993 à mai 1994, il prend des centaines de photos de Westmount en se concentrant sur les gens qui y habitent et sur la vie de ses rues commerciales. Il se procure aussi un appareil Polaroid 55 dans le but de faire une série de portraits qui seront exposés au Musée des beaux-arts du Canada.
Il prévoit retourner en Hongrie pour un séjour photographique au cours de l'été 1994 mais malheureusement une fois sur place après une semaine de travail, il se fait voler tout son équipement. En 1995, il prend sa retraite comme professeur à l'université Concordia. En 1996-1997, il obtient un contrat du Cirque du Soleil pour prendre en photo ses artistes et le nouveau studio du cirque. Parallèlement il découvre autour le quartier Saint-Michel et photographie la communauté arabe qui y vit. Ce travail se poursuit jusqu'en 2005 mais s'élargit à plusieurs communautés culturelles présentes dans le quartier. Dans la même démarche, il présente en février 2005, un Work in progress (création évolutive) au CLSC St-Michel. Puis de 2003 à 2006, il travaille sur un projet de portraits d'ex-psychiatrisés membres du groupe d'art-thérapie Les Impatients. Szilasi installe alors un petit atelier muni d'une chaise, d'appareils d'éclairage et de son appareil photo Hassel monté sur un trépied. Chaque semaine, il invite chacun des « impatients » à se faire photographier. Puis il leur offre des moyens techniques de se photographier les uns les autres et ensuite de se photographier eux-mêmes en autoportrait. Pendant cet atelier hebdomadaire, il est le photographe, le technicien et l'écoutant thérapeutique. Il développe les photos prises et les offre gratuitement aux participants de l'atelier.
En 2007, il réalise une série de portraits de poètes montréalais et élargit sa vision en photographiant leur environnement immédiat. Ceci l'amène à photographier les bâtiments du quartier des Spectacles. Le 3 février 2008, le jour de son 80e anniversaire de naissance, Szilasi devient grand-père, sa fille Andréa Szilasi donnant naissance à Lucas Gabor-Szilasi Merrill. Il continue à travailler sur différents projets ainsi que sur une exposition-rétrospective de son œuvre que désirent présenter en 2009-2010-2011-2012 le Musée d'art de Joliette à Joliette, le Musée canadien de la photographie contemporaine à Ottawa, le Musée McCord de Montréal, le Musée des beaux-arts de Sherbrooke à Sherbrooke et le Kelowna Art Gallery (d) près de Vancouver.

## Contribution à la photographie

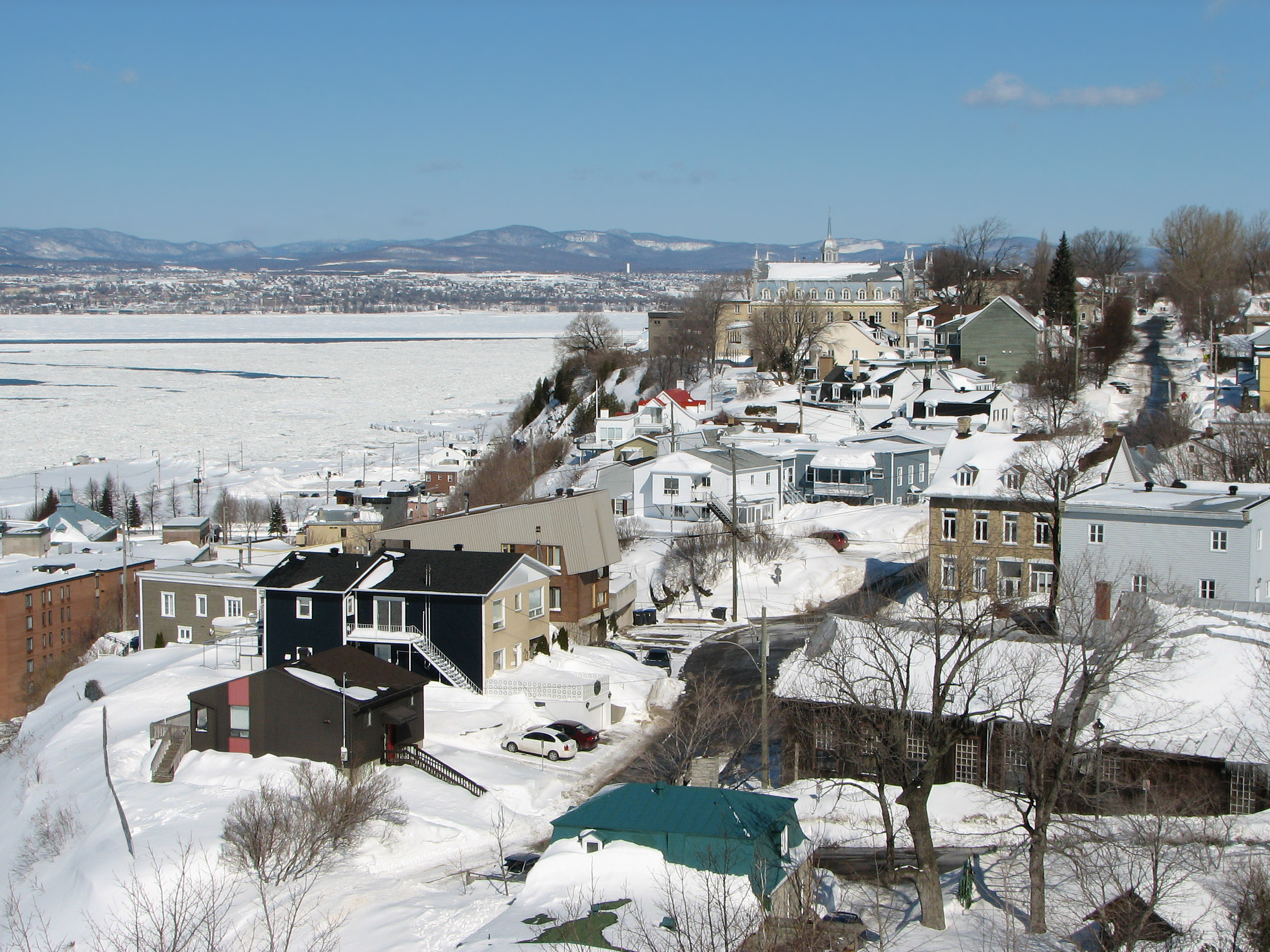
Quoique Montréalais dans l'âme, Gabor Szilasi demeure très attaché aux gens des régions du Québec.

Au cours des années, de nombreux musées et galeries nord-américaines font l'acquisition de ses photos. Des collections en Suède et aux Pays-Bas possèdent quelques-unes de ses œuvres, Les historiens de l'art désignent l'ensemble de l'œuvre de Szilasi de documentaire social. Szilasi produit un énorme corpus de plus de 100 000 photographies.
« Tout est en changement perpétuel autour de nous : ce que ma caméra capte présentement fait déjà partie du passé. C'est pour cette raison qu'il m'importe de fixer par la photographie le monde tel qu'il m'apparaît maintenant. Ce n'est pas le passé ni le futur qui m'intéressent : c'est le présent. Par l'image photographique, je peux fixer d'une façon directe les signes du passé et/ou du futur tels qu'ils se manifestent dans le moment présent. »
— Gabor Szilasi
Son œuvre fait découvrir des aspects méconnus de Montréal et du Québec des régions. Son approche de prédilection est le réalisme et celui-ci va de pair avec sa philosophie personnelle que la photographie joue un rôle dans la construction de la mémoire collective d'un peuple. Le photographe déclare que :
«  Mes photographies ont pour véritable sujet la vie quotidienne et surtout des personnes dans leur milieu, que ce soit à l'intérieur ou à l'extérieur ; cela m'a toujours fasciné. J'aime voir comment tout change, comment tout est soumis à un courant perpétuel… On sait que les enseignes sont remplacées et que les bâtiments sont démolis pour faire place à d'autres. Il en va de même pour les personnes. Si vous entrez à l'intérieur d'un bâtiment et que vous prenez une photo, n'espérez pas répéter exactement la même scène le lendemain. Il se peut qu'un seul objet ait été déplacé, mais le fait est que tout change constamment et c'est justement ce qui me passionne. C'est aussi la raison pour laquelle je m'intéresse au documentaire à caractère social. »
— Gabor Szilasi

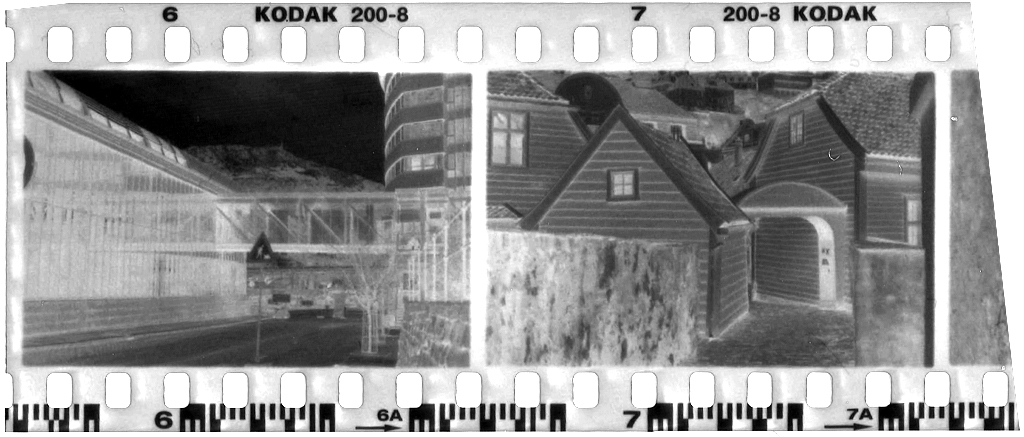
Gabor Szilasi se réclame de la matérialité de la photographie argentique.

Il est fidèle au noir et blanc avec la technique argentique mais ne rejette pas le numérique :
« Si j'avais 15 ans de moins, je changerais pour le numérique »
— Gabor Szilasi

## Expositions
Le travail photographique de Gabor Szilasi a derrière lui près de 30 expositions individuelles et 60 expositions collectives en Amérique du Nord et en Europe. Voici quelques-unes des expositions individuelles et collectives de Gabor Szilasi, :

## Distinctions
Szilasi reçoit de nombreux prix au cours de sa carrière, dont les plus prestigieux sont le Prix Paul-Émile-Borduas en 2009, le Prix du Gouverneur général en arts visuels et en arts médiatiques en 2010,, compagnon de l'Ordre des arts et des lettres du Québec en 2021, et Chevalier de l'Ordre de Montréal en 2024.

## Film
Un film documentaire sur la vie et l'oeuvre de Gabor Szilasi  est sorti en 2022. Le film Gabor est réalisé par Joannie Lafrenière et contient les témoignages de son épouse Doreen Lindsay et leur fille Andrea Szilasi.